# Calypogeia neesiana
Calypogeia neesiana (Nees-Bartkelchmoos) ist eine Lebermoos-Art aus der Familie Calypogeiaceae. Die Art ist benannt nach Christian Gottfried Daniel Nees von Esenbeck (1776–1858), einem deutschen Botaniker und Naturphilosophen.

## Merkmale
Calypogeia neesiana bildet flache, olivgrüne bis gelbgrüne Rasen. Die eiförmigen, dachziegelig angeordneten Flankenblätter sind an der Spitze abgerundet oder quer gestutzt bis manchmal seicht ausgerandet und schräg nach oben gegen die Stämmchenspitze gerichtet. Die Blattränder sind durch eine bis zwei Reihen mehr oder weniger deutlich verlängerter Zellen gesäumt. Die Zellen in der Blattmitte sind etwa 30–40 mal 40–60 Mikrometer groß. Ölkörper sind nur in den Zellen des Blattrandes und der Blattbasis vorhanden, nicht aber in der Blattmitte. Unterblätter sind breiter als das Stämmchen, etwa kreisförmig und schwach ausgerandet bis kurz V-förmig eingeschnitten. Gelegentlich werden Brutkörper ausgebildet. Das Moos ist monözisch.

## Standortansprüche und Verbreitung
Das streng kalkmeidende Moos beansprucht sehr saures, meist organisches Substrat und siedelt an teilweise sonnigen bis schattigen, nassen Stellen in Hochmooren oder Moorwäldern, auf offenem Torfboden, auf Rohhumus oder auf stärker zersetztem morschem Holz.
Die Verbreitung erstreckt sich über weite Teile der nördlichen Hemisphäre. In Europa ist es zerstreut bis selten mit Schwerpunkt in hochmontanen, niederschlagsreichen Lagen. 